# Площадь Республики (Чебоксары)
Пло́щадь Респу́блики (ранее — площадь Ленина, чув. Республика тӳремӗ) — главная (парадная) площадь столицы Чувашской Республики — города Чебоксары.
Располагается в Ленинском районе города, вдоль улицы Карла Маркса. В центре площади установлен памятник В. И. Ленину работы скульпторов: А. И. Далиненко, В. И. Татаровича, Г. Д. Ястребенецкого, архитектора Г. А. Израилевича.

## История

Памятник Ленину

До 1933 года на месте современной площади располагалась территория Верхнего базара, куда по пятницам съезжались крестьяне для торговли мясом и сельхозпродуктами, раз в год на площади устраивались ярмарки с балаганами и каруселями.
На городском плане 1908 года площадь именовалась как Ярмарочная, но уже в начале 1930-х годов площади понадобилось новое имя.
Как главная площадь столицы, площадь начала формироваться с 1938 года, тогда она получила название — Советская. Именно в то время здесь появился построенный по проекту архитектора М. М. Базилевича — Дом советов Чувашской АССР (1940 год). Объёмно-пространственная композиция здания, исполненного в стиле сталинского неоклассицизма, удачно вписалась в исторически сложившийся ансамбль, ориентируя его на хорошо озеленённую площадь, памятник Ленину и главную городскую магистраль — улицу Карла Маркса.
Рядом на площади расположились: горсовет, педагогический институт, Чувашская сельхозакадемия и фонтан «Одуванчик».
В 1950 году, в ознаменование 80-летия со дня рождения В. И. Ленина, площадь была переименована в его честь, и именовалась площадью Ленина вплоть до 1996 года, пока не получила современное название. Название площади подчёркивает её статус как главной площади Чувашии. Отсюда, до переезда Правительства Республики из старого Дома советов в новое здание, осуществлялось управление всей Республикой.

## Памятники истории и культуры, «выходящие» на площадь

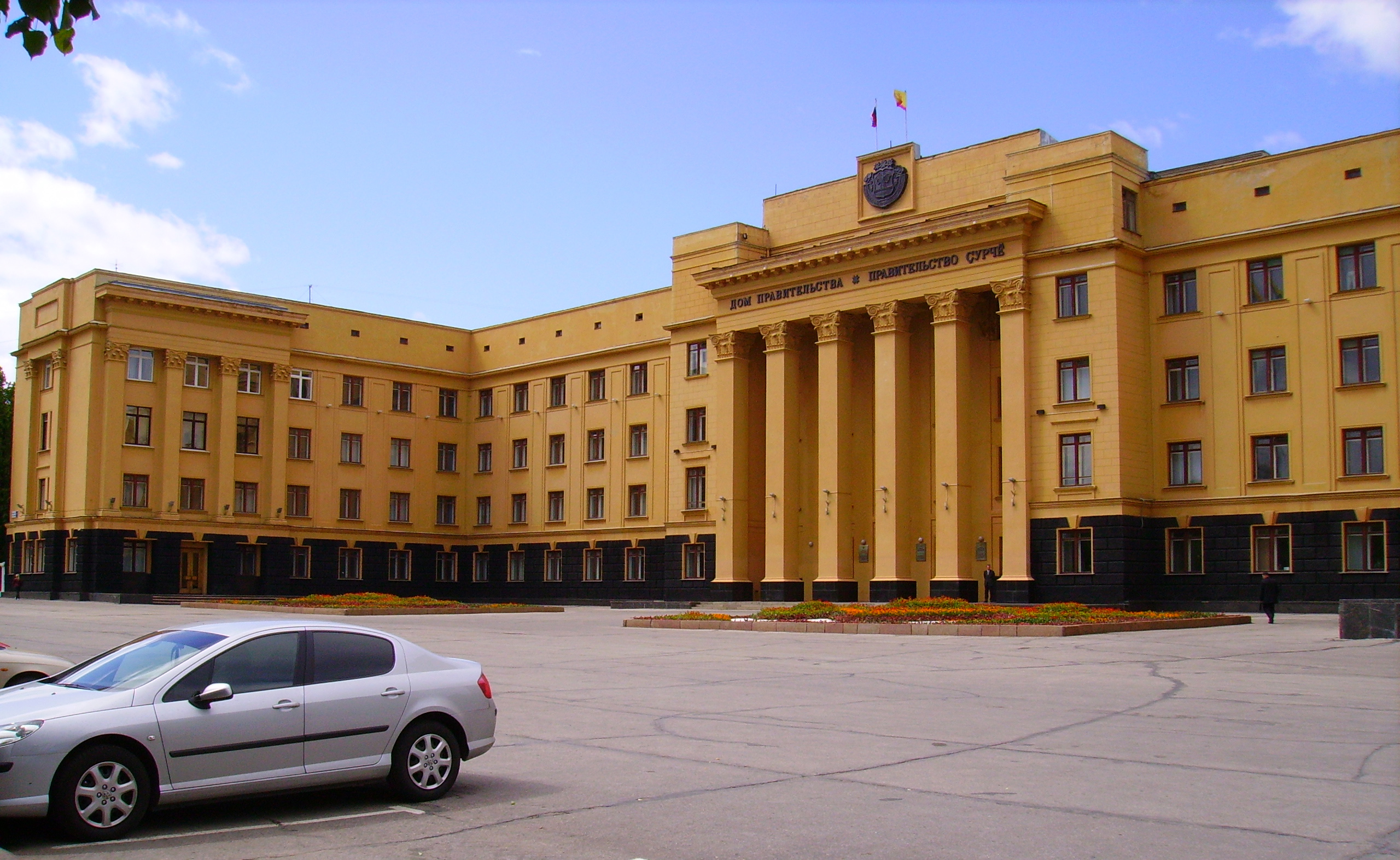
Дом советов

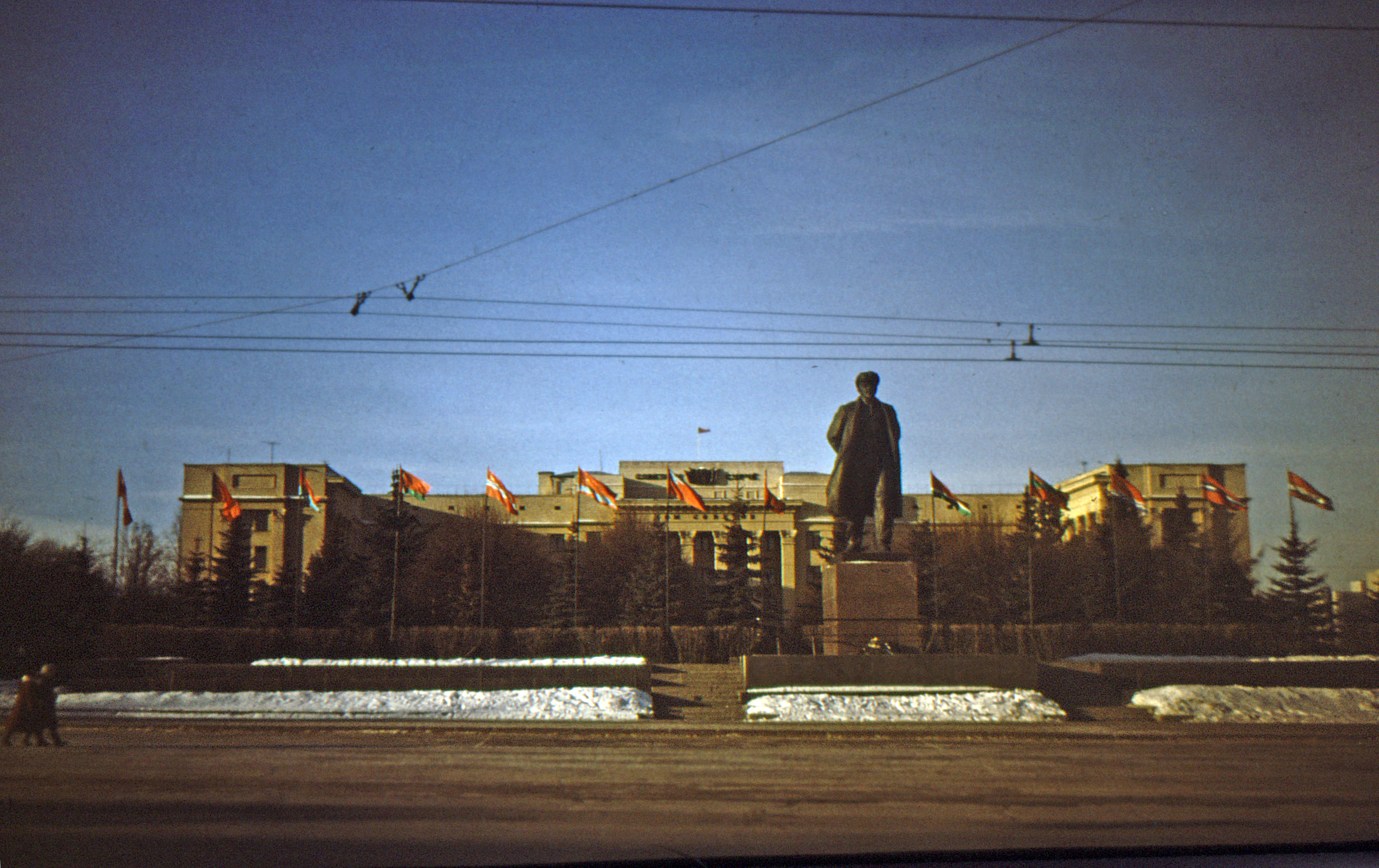
Дом советов Чувашской АССР на пл. Ленина. Фото 1987 года.

- памятник архитектуры (федеральный) — здание Дома советов (пл. Республики, 1, 1940 год)  Объект культурного наследия № 2110020000№ 2110020000[4];
- памятник архитектуры (региональный) — дом, в котором размещался эвакогоспиталь № 3056, 1941—1945 гг. (ныне — администрация города Чебоксары) (пл. Республики, 2)[5];
- памятник архитектуры (региональный) — главный учебный корпус сельскохозяйственной академии (1950-е гг.)[6];
- памятник архитектуры (региональный) — жилой дом (1953 год) (ул. К. Маркса, 31)[7];
- памятник архитектуры (региональный) — главный учебный корпус педагогического университета (1957 год)[8];
- памятник архитектуры (региональный) — памятник В. И. Ленину (1960 год)[9];
- церковь Рождества Христова (2000 год).

## Транспорт
- Автобус № 7, 15, 45
- Троллейбус № 1, 4

## Интересные факты
- На площади находится Церковь Рождества Христова, построенная в 2000 году на месте старого фонтана «Одуванчик».
- Ранее площадь являлась основным общественным центром города, сейчас большинство мероприятий проводятся на Красной площади.

## Смежные улицы
- Улица Карла Маркса
- Ленинградская улица